# Mas Falgós
El Mas Falgós és una masia de Viladamat (Alt Empordà) inclosa a l'Inventari del Patrimoni Arquitectònic de Catalunya.

## Descripció
Situat dins del nucli urbà de la població de Viladamat, a tocar el nucli antic del poble per l'extrem sud-oest, formant cantonada entre el carrer de la Creu i el vial d'accés al camp de futbol.
Edifici cantoner de planta rectangular rehabilitat, format per tres cossos adossats més altres construccions annexes, amb jardí lateral i posterior. L'edifici principal presenta la coberta de dues vessants de teula i està distribuït en planta baixa i pis. La part més destacable de la façana principal, orientada a llevant, es concentra a l'extrem de tramuntana del parament. Hi ha un portal d'accés a l'interior d'arc de mig punt adovellat, amb els brancals bastits amb carreus desbastats. La finestra situada al seu damunt és d'obertura rectangular, formada per un doble arc trilobulat amb els brancals decorats amb columnetes, i guardapols superior motllurat amb les impostes esculpides amb motius animals. De la resta del parament destaca una altra finestra, situada a la part de migdia de la façana. Es tracta d'una obertura rectangular formada per dos arquets trilobulats, amb les impostes decorades amb motius florals i una columneta central amb capitell decorat, tot i que restituïda. La resta d'obertures de l'edifici són rectangulars i estan emmarcades amb carreus desbastats, tot i que les de la façana de tramuntana presenten refeccions fetes amb maons. De la façana de migdia destaca un balcó exempt al pis, amb la llinda gravada amb l'any 1685, tot i que és possible que sigui restituïda. Des d'aquest sector s'accedeix al pati i als antics corrals de la casa, formats per quatre arcades de mig punt adovellades disposades en paral·lel. Actualment han estat reconvertits en un porxo amb coberta de dues vessants. L'interior de l'edifici presenta, a la planta baixa, estances cobertes amb voltes d'arc rebaixat bastides amb maó pla, algunes d'elles decorades amb llunetes. Al pis hi ha sostres coberts amb embigats de fusta. Destaquen algunes arcades de maons i pedra que comuniquen espais i algunes portes emmarcades en pedra. La planta baixa presenta tres crugies paral·leles que s'entreguen a una quarta disposada perpendicularment, per on es realitza l'accés a l'edifici. Al pis hi ha una gran sala amb un pilar quadrat central, que sustenta una gran biga de fusta del sostre.
La construcció és bastida amb pedra sense desbastar disposada irregularment, excepte la part de la façana principal on s'obren el portal d'accés i el finestral superior, bastida amb carreus ben escairats, disposats en filades regulars.

## Història
Casal que conserva restes dels segles xiv i xv, però amb modificacions d'època moderna.
A finals dels anys vuitanta s'hi varen iniciar obres de remodelació per habilitar-lo com a segona residència.